# Autobianchi Stellina

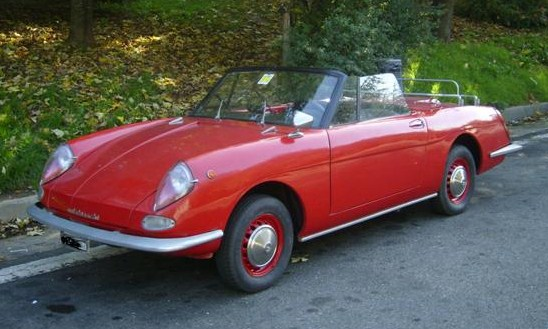
Autobianchi Stellina

Autobianchi Stellina (укр. «Аутобьянкі Стелліні», від іт. Stella — «зірка») — малосерійний італійський легковий автомобіль з кузовом «спайдер», що випускався в 1964 і 1965 роках.
Всього було випущено 502 примірники.
Технічна база — Fiat 600, від якого «Стелліні» успадкувала всі характерні елементи конструкції, зокрема — заднє розташування 767-кубового рядного чотирициліндрового двигуна водяного охолодження в блоці з чотириступеневою коробкою передач, незалежні підвіски всіх коліс — передню на поперечній ресорі та пружинну задню з хитними півосями й косими важелями.
При цьому автомобіль мав присадкуватий кузов спортивного типу (дизайнер — Луїджі Рапі), який був виклеєним зі склопластику обтічником на металевій просторовій рамі.
Автомобіль було представлено на автосалоні Турину 1963 року. Вартість становила близько мільйона лір — звичайний Fiat 600 коштував тоді 590 тисяч лір.
У 1965 році «Стелліні» змінила модель Fiat 850 Spider, більша й потужна, але також з мотором ззаду.